# Théorie proto-ionienne
La théorie proto-ionienne est une théorie essentiellement linguistique (avec toutefois d'importantes répercussions sur l'archéologie et l'histoire ancienne) dont le but est de remplacer la « théorie de Risch-Chadwick » proposée dans les années 1950 par le linguiste suisse Ernst Risch et principalement défendue par John Chadwick, un philologue qui participa au déchiffrement de l'écriture dite linéaire B.